# Chrysosoma salomone
Chrysosoma salomone är en tvåvingeart som beskrevs av Octave Parent 1929. Chrysosoma salomone ingår i släktet Chrysosoma och familjen styltflugor. Inga underarter finns listade i Catalogue of Life.